# Torrente de Cinca
Torrente de Cinca (katalánul: Torrent de Cinca) község Spanyolországban, Huesca tartományban. Torrente de Cinca La Granja d’Escarp, Massalcoreig, Fraga és Mequinenza községekkel határos. Lakosainak száma 1148 fő (2024).

## Népesség
A település népessége az utóbbi években az alábbiak szerint változott:
| Lakosok száma | 1058 | 1002 | 1021 | 1370 | 1321 | 1205 | 1132 | 1154 | 1151 | 1148 |
|               | 2001 | 2004 | 2007 | 2009 | 2012 | 2014 | 2017 | 2019 | 2022 | 2024 |